# Sébastien Reichenbach
Sébastien Reichenbach (Martigny, 28 mei 1989) is een Zwitsers voormalig wielrenner.
In de Ronde van Frankrijk 2016 werd hij veertiende. Na het uitvallen van kopman Thibaut Pinot mocht Reichenbach als kopman in de bergen voor een eigen klassement gaan. In de wegwedstrijd op de Olympische Spelen in Rio de Janeiro werd Reichenbach negentiende, op ruim drieënhalve minuut van winnaar Greg Van Avermaet.
In 2019 werd Reichenbach Zwitsers kampioen op de weg; hij versloeg mede-vluchter Simon Pellaud in de sprint.

## Palmares

### Overwinningen
2013
Trofeo Matteotti
2019
 Zwitsers kampioen op de weg, Elite

### Resultaten in voornaamste wedstrijden
| Jaar | Ronde van Italië | Ronde van Frankrijk | Ronde van Spanje |
| ---- | ---------------- | ------------------- | ---------------- |
| 2013 |                  |                     |                  |
| 2014 |                  | 85e                 |                  |
| 2015 | opgave           |                     |                  |
| 2016 |                  | 14e                 |                  |
| 2017 | 15e              |                     |                  |
| 2018 | 22e              |                     |                  |
| 2019 |                  | 17e                 |                  |
| 2020 |                  | 24e                 |                  |
| 2021 | opgave           |                     |                  |
| 2022 |                  |                     | 24e              |
| 2023 |                  |                     |                  |

| Jaar | Luik-Bast.‑Luik | Ronde van Lombardije | Waalse Pijl | Brabantse Pijl | Strade Bianche |  | WK op de weg |  | Wereldranglijsten |
| ---- | --------------- | -------------------- | ----------- | -------------- | -------------- |  | ------------ |  | ----------------- |
| 2013 |                 | opgave               | 46e         |                | 26e            |  | opgave       |  |                   |
| 2014 | 22e             | 29e                  | 24e         | 9e             |                |  |              |  |                   |
| 2015 | 24e             |                      | 24e         |                |                |  |              |  | 167e (UWT)        |
| 2016 |                 | 23e                  |             |                |                |  |              |  | 64e (UWT)         |
| 2017 |                 |                      |             |                | 28e            |  |              |  | 166e (UWT)        |
| 2018 |                 | 14e                  |             |                |                |  | 32e          |  | 180e (UWT)        |
| 2019 |                 |                      | 36e         |                |                |  |              |  |                   |
| 2020 |                 |                      | opgave      |                |                |  |              |  |                   |
| 2021 |                 | 60e                  |             |                |                |  |              |  |                   |
| 2022 |                 |                      | 30e         |                | 14e            |  |              |  |                   |
| 2023 |                 | 83e                  |             |                | 50e            |  |              |  |                   |

### Resultaten in kleinere rondes
| Jaar | Parijs-Nice | Tirreno-Adriatico | Ronde van Catalonië | Ronde van het Baskenland | Ronde van Romandië | Critérium du Dauphiné | Ronde van Zwitserland | Ronde van Polen |
| ---- | ----------- | ----------------- | ------------------- | ------------------------ | ------------------ | --------------------- | --------------------- | --------------- |
| 2013 |             |                   |                     |                          | 33e                |                       | 16e                   |                 |
| 2014 | 11e         |                   |                     |                          | 15e                | 14e                   |                       |                 |
| 2015 |             | 38e               |                     | 79e                      |                    |                       | 13e                   | 12e             |
| 2016 |             | 4e                |                     | 13e                      | 11e                | 52e                   |                       |                 |
| 2017 |             | 17e               |                     |                          | opgave             |                       | opgave                | opgave          |
| 2018 |             |                   | 32e                 |                          |                    |                       |                       |                 |
| 2019 |             |                   | 33e                 |                          | 21e                | 15e                   |                       |                 |
| 2020 |             |                   |                     |                          |                    | 13e                   |                       |                 |
| 2021 |             |                   | 26e                 |                          | 23e                |                       |                       |                 |
| 2022 |             |                   | 14e                 | 19e                      | 15e                |                       | 12e                   |                 |
| 2023 |             | opgave            |                     |                          |                    |                       | opgave                |                 |
| 2024 |             |                   |                     |                          | 57e                |                       | opgave                |                 |

## Ploegen
- 2010 –  Atlas Personal-BMC
- 2011 –  Atlas Personal
- 2013 –  IAM Cycling
- 2014 –  IAM Cycling
- 2015 –  IAM Cycling
- 2016 –  FDJ
- 2017 –  FDJ
- 2018 –  Groupama-FDJ
- 2019 –  Groupama-FDJ
- 2020 –  Groupama-FDJ
- 2021 –  Groupama-FDJ
- 2022 –  Groupama-FDJ
- 2023 –  Tudor Pro Cycling Team
- 2024 –  Tudor Pro Cycling Team

Wielerploegen van Sébastien Reichenbach
Aregger · 
Bandiera ·
Brändle · 
Cusin · 
Denifl · 
Elmiger · 
Fumeaux · 
Goddaert · 
Haussler · 
Hinault · 
Hollenstein · 
Ista · 
Klemme · 
Lang · 
Larsson · 
Löfkvist · 
Pelucchi · 
Pliușchin · 
Reichenbach · 
Saramotins · 
Schelling · 
Tschopp · 
Wyss
Aregger · Brändle · Chavanel · Denifl · Elmiger · Frank · Fumeaux · Goddaert (tot 18/02) · Haussler · Hinault · Hollenstein · Ista · Klemme · Kluge · Lang · Larsson · Löfkvist · Pelucchi · Pineau · Reichenbach · Reynés · Saramotins · Schelling · Tschopp · Wyss
Aregger · Brändle · Chavanel · Chevrier · Clement · Coppel · Degand · Denifl · Devenyns · Elmiger · Enger · Frank · Fumeaux · Haussler · Hollenstein · Kluge · Lang · Pantano · Pellaud · Pelucchi · Pineau · Reichenbach · Reynés · Saramotins · Schelling · Tanner · Vangenechten · Warbasse · Wyss
Bonnet · Chavanel · Courteille · Delage · Démare · Eiking · Elissonde · Fischer · Fournier · Geniez · Hoelgaard · Konovalovas · Ladagnous · Le Bon · Le Gac · Lecuisinier · Maison · Manzin · Morabito · Offredo · Pichon · Pineau · Pinot · Reichenbach · Reza · Roux · Roy · Sarreau · Vaugrenard · Vichot · Doubey (stagiair) · Gaudu (stagiair) · Vincent (stagiair)
Bonnet · Cimolai · Courteille · Delage · Démare · Eiking · Fournier · Gaudu · Guarnieri · Hoelgaard · Konovalovas · Ladagnous · Le Bon · Le Gac · Ludvigsson · Maison · Manzin · Molard · Morabito · Pineau · Pinot · Reichenbach · Reza · Roux · Roy · Sarreau · Vaugrenard · Vichot · Vincent · Armirail (stagiair) · Madouas (stagiair) · Seigle (stagiair)
Armirail · Bonnet · Cimolai · Delage · Démare · Duchesne · Gaudu · Guarnieri · Hoelgaard · Konovalovas · Ladagnous · Le Gac · Ludvigsson · Madouas · Molard · Morabito · Pinot · Preidler · Reichenbach · Roux · Roy · Sarreau · Seigle · Sinkeldam · Thomas · Vaugrenard · Vichot · Vincent
Armirail · Bonnet · Delage · Démare · Duchesne · Frankiny · Gaudu · Geniets · Guarnieri · Hoelgaard · Konovalovas · Küng · Ladagnous · Le Gac · Ludvigsson · Madouas · Molard · Morabito · Pinot · Preidler · Reichenbach · Roux · Sarreau · Scotson · Seigle · Sinkeldam · Thomas · Vaugrenard · Vincent · Brunel (stagiair) · Jerman (stagiair) · Louvel (stagiair)
Armirail · Bonnet · Brunel · Delage · Démare · Duchesne · Frankiny · Gaudu · Geniets · Guarnieri · Gugliemi · Konovalovas · Küng   · Ladagnous · Le Gac · Lienhard · Ludvigsson · Madouas · Molard · Pinot · Reichenbach · Roux · Sarreau · Scotson · Seigle · Sinkeldam · Thomas · Vincent · Davy (stagiair) · Stewart (stagiair)
Armirail · Badilatti · van den Berg · Bonnet · Brunel · Davy · Delage · Démare · Duchesne · Gaudu · Geniets · Guarnieri · Gugliemi · Konovalovas · Küng     · Ladagnous · Le Gac · Lienhard · Ludvigsson · Madouas · Molard · Pinot · Reichenbach · Roux · Scotson · Seigle · Sinkeldam · Stewart · Thomas · Valter
Armirail · Askey · Badilatti · Davy · Démare · Duchesne · Gaudu · Geniets · Guarnieri · Konovalovas · Küng   · Ladagnous · Le Gac · Lienhard · Ludvigsson · Madouas · Molard · Pacher · Penhoët (vanaf 1/8) · Pinot · Reichenbach · Roux · Scotson · Sinkeldam · Stewart · Storer · Valter · van den Berg · Welten
Bohli · Brun · Charrin · de Kleijn · J. Eriksson · L. Eriksson · Froidevaux · Heming · Kamp · Kelemen · Kluckers · Kolze Changizi · Pellaud · Pluimers · Reichenbach · Suter · Thalmann · Voisard · Wilksch (vanaf 5/8) · Wirtgen · Zijlaard
Bohli · Brenner · Brun · Charrin · Dainese · de Kleijn · J. Eriksson · L. Eriksson · Froidevaux · Heming · Kamp · Kelemen · Kluckers · Kolze Changizi · Krieger · Mayrhofer · Pellaud · Pluimers · Reichenbach · Rondel (vanaf 20/7) · Storer · Stork · Suter · Thalmann · Trentin · Voisard · Wilksch · Wirtgen · Zijlaard